# Ровецкий, Стефан
Сте́фан Па́вел Рове́цкий (пол. Stefan Paweł Rowecki, псевдонимы Грот, Раконь, Грабица; 25 декабря 1895, Пётркув-Трыбунальски — 2 августа 1944, Заксенхаузен) — Главный Комендант Армии крайовой в период с 14 февраля 1942 до 30 июня 1943 года, деятель движения сопротивления, генерал дивизии Войска Польского, публицист.

## Биография
Стефан Ровецкий родился в Петрокове. Был организатором подпольной скаутской организации. Во время революции 1905-1907 гг. году с друзьями предпринял попытку изготовить из старых водопроводных труб самодельную пушку, которая взорвалась при первом испытании. Осенью 1912 года поступил в Механико-техническую школу в Варшаве. 
Во время Первой мировой войны воевал в 1-й Бригаде Польских легионов Австро-Венгрии. В 1917 году Ровецкий принял участие в восстании легионеров и был интернирован в лагере для пленных офицеров в Беньяминове. В 1918-1919 гг. прослушал курс фортификации и минного дела в Модлине. В 1919 году Ровецкий окончил один курс Варшавской школы Генерального Штаба, которую не смог окончить из-за начавшейся Советско-польской войны. Во время Советско-польской войны участвовал на штабных должностях. Во время боёв под Киевом ему доверили реорганизацию разбитой бригады, впоследствии он руководил обороной Дубно, Луцка и Ковеля. 
До начала Второй мировой войны Ровецкий занимал различные военные посты, был редактором газеты «Военное обозрение». В 1921-1922 гг. окончил курс дополнительного образования в Высшей военной школе в Варшаве и остался на преподавательской работе. Написал более двухсот  научных публикаций, из которых особую важность приобрели «Уличная борьба» и «Пропаганда как средство борьбы». В 1930 году Ровецкий получил звание полковника и был направлен в войска. Он последовательно командовал 55-м пехотным пограничным полком, пехотной пограничной бригадой и 2-й пехотной дивизией. В июне 1939 года полковник Стефан Ровецкий получил приказ сформировать вторую в польской армии танковую бригаду, которою командование назвало Варшавской. В начале сентября формирование бригады было закончено, и она сразу же была брошена в бой.

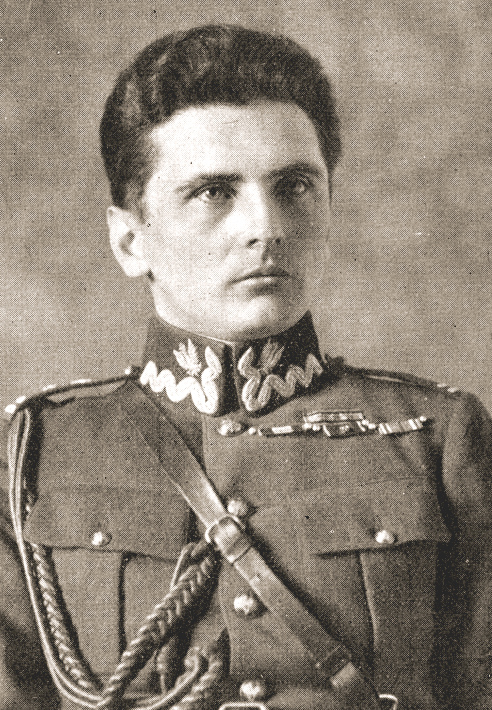
Подполковник Стефан Ровецкий в 1926 году

В отражении вторжения немецких войск в сентябре 1939 года принял участиe, хотя его бронетанковая бригада не была окончательно сформирована. Бригада достигла некоторых успехов в боях 18 и 20 сентября под Томашов-Любельским, но была разбита. Оставшиеся танки были уничтожены 21 сентября своими экипажами, чтобы они не попали в руки немцев. Стефан Ровецкий хотел перебраться в Париж, но генерал Михал Токажевский-Карашевич приказал ему оставаться в Варшаве. Он назначил полковника начальником штаба СЗП.
13 ноября правительство Владислава Сикорского создало Союз вооруженной борьбы (ЗВЗ) под командованием генерала брони Соснковского. 24 декабря полковник Ровецкий (подпольный псевдоним — «Грот») получил из Парижа первую инструкцию нового правительства. «Служба за победу Польши» ликвидировалась. На её месте формировался Союз вооруженной борьбы, подчинявшийся польскому правительству в эмиграции и главнокомандующему, который должен был объединить все вооруженные подпольные формирования на оккупированных территориях. Командование поделило всю Польшу на шесть районов:
район № I — Варшава (Центральная Польша) район № II — Белосток (Западная Белоруссия и Виленский край) район № III — Львов (Западная Украина) район № IV — Краков (Южная Польша) район № V — Познань (Северная Польша) район № VI — Торунь (Западная Польша) Каждый район, в свою очередь, делился на военные округа, которые соответствовали довоенным воеводствам. В Париже довольно быстро поняли, что непосредственное подчинение всех командующих районов Соснковскому нецелесообразно, поэтому решили разделить районы на две группы. 16 января 1940 года Стефан Ровецкий получил инструкцию № 2, согласно которой создавались два командования районов. Теперь территория Второй Речи Посполитой, оккупированная немцами, находилась в ведении Ровецкого, который также стал командующим района № I — Варшава.
После поражения Франции, в 1940 году стал комендантом Союза вооружённой борьбы, а с 14 февраля 1942 года — Главным Комендантом Армии крайовой. 30 июня 1940 года по приказу премьера правительства в изгнании Владислава Сикорского была создана Главная комендатура СВБ, командующим которой был назначен генерал Ровецкий («Грот»).
Был инициатором создания в конце 1941 года организации Вахляж (пол. Wachlarz — веер), целью которой была разведка и партизанские действия против немцев на Восточном фронте.
30 июня 1943 года Ровецкий был арестован гестапо в Варшаве (в результате предательства) и вывезен в Берлин. Там с ним беседовали Генрих Гиммлер, Эрнст Кальтенбруннер и Генрих Мюллер, которые предлагали сотрудничество в борьбе против Советского Союза. Ровецкий отказался, хотя не считал СССР союзником Польши.
После этого помещён в специальный политический блок концлагеря Заксенхаузен, где содержался вместе с лидерами украинских националистов Степаном Бандерой, Андреем Мельником и Тарасом Бульбой-Боровцом.
2 августа 1944 года после начала Варшавского восстания Ровецкий был казнён в концлагере по приказу Гиммлера.

## Награды
- Орден Белого орла
- Орден Возрождения Польши 4 степени
- Орден Virtuti Militari 4 и 5 степени
- Крест Независимости с мечами
- 8 Крестов Храбрых
- 2 Золотых Креста Заслуги

## Произведения
- Уличная борьба (1928)
- Пропаганда как средство борьбы (1932)
- Воспоминания и автобиографические записи (1988).